# Желтушник Маршалла
Желтушник Маршалла (лат. Erysimum marschallianum) — двулетнее, изредка многолетнее травянистое растение семейства Капустные (Brassicaceae).

## Ботаническое описание[2]
Двулетнее травянистое растение высотой до 1 м. Стебель одиночный, реже несколько, прямой, обычно ветвится в верхней части. Опушение из двураздельных прижатых волосков.
Листья цельнокрайные или мелкозубчатые, покрыты 2-5, преимущественно 4-раздельными волосками. Нижние листья продолговатые, сужены в черешок. Верхние — сидячие, ланцетные или линейно-ланцетные.
Чашелистики около 5 мм длиной. Лепестки узкие, удлиненно-клиновидные, 8-10 мм длиной, до 3 мм шириной. Цветоножки направлены косо вверх, 3-9 мм длиной при плодоношении.
Плод — прямой, четырёхгранный или округло-четырехгранный стручок, покрытый прижатыми волосками, длиной 2-7,5 см, шириной 1,8 мм.
Семена коричневые продолговатые — до 1,3 мм длиной.

## Распространение и экология[2]
Природный ареал охватывает Центральную Европу, Монголию, Гималаи, Среднюю Азию. На территории России встречается в европейской части, в Сибири и на Дальнем Востоке. Вид занесен в ботанический атлас растений Ленинградской области.
Растения произрастают в степях, песчаных, солонцеватых и каменистых местах, в зарослях кустарников.

## Значение и применение
Благодаря ярким цветкам насыщенно-желтой окраски желтушник Маршалла используется в качестве раннецветущего клумбового растения.

## Классификация
Во многих источниках в качестве синонима вида Желтушник Маршалла указывается Erysimum hieracifolium — Желтушник ястребинколистный, однако в соответствии с современной классификацией он является синонимом вида Erysimum odoratum — Желтушник душистый.
Также встречается ошибочная синонимия с видом Erysimum allionii, который по современной классификации относится к роду Резуха — Arabis allionii.

### Таксономия[10]
Erysimum marschallianum Andrz. ex M.Bieb., 1821, Syst. Nat. 2: 510
Вид Желтушник Маршалла относится к роду Желтушник (Erysimum) семейства Капустные (Brassicaceae) порядка Капустоцветные (Brassicales). Кладограмма в соответствии с Системой APG IV по состоянию на июнь 2023 года:
|  |                                      |  |                                   |                                   |                     |  | ещё 16 семейств | ещё 16 семейств |                    |  |  |  | еще 248 подтвержденных видов и 69 видов, ожидающих подтверждения |
|  |                                      |  |                                   |                                   |                     |  | ещё 16 семейств | ещё 16 семейств |                    |  |  |  | еще 248 подтвержденных видов и 69 видов, ожидающих подтверждения |
|  |                                      |  |                                   | порядок Капустоцветные            |                     |  |                 |                 | род Желтушник      |  |  |  |                                                                  |
|  |                                      |  |                                   | порядок Капустоцветные            |                     |  |                 |                 | род Желтушник      |  |  |  |                                                                  |
|  | отдел Цветковые, или Покрытосеменные |  |                                   |                                   | семейство Капустные |  |                 |                 | Желтушник Маршалла |  |  |  |                                                                  |
|  | отдел Цветковые, или Покрытосеменные |  |                                   |                                   | семейство Капустные |  |                 |                 |                    |  |  |  |                                                                  |
|  |                                      |  | ещё 63 порядка цветковых растений | ещё 63 порядка цветковых растений |                     |  |                 | ещё 354 рода    | ещё 354 рода       |  |  |  |                                                                  |
|  |                                      |  |                                   | ещё 63 порядка цветковых растений |                     |  |                 |                 | ещё 354 рода       |  |  |  |                                                                  |